# Berze Nagy János
Berze Nagy János (Besenyőtelek, 1879. augusztus 23. – Pécs, 1946. április 6.) tanfelügyelő, néprajzkutató.

## Élete
Berze Nagy János paraszti családban született, tizenegyedik gyermekként. Gimnáziumi éveit Gyöngyösön (1889–1896), Egerben (1896–1897) és Jászberényben (1897–1898) töltötte, utóbbi városban érettségizett.
Néprajzgyűjtői munkásságát már 14 éves korában elkezdte.
A Budapesti Tudományegyetem bölcsészhallgatója lett, ahol Katona Lajos tanítványa volt. 1905-ben végzett és ekkor avatták bölcsészdoktorrá.
Még ugyanebben az évben királyi tanfelügyelő tollnokként kezdett dolgozni Lugoson.
1905. május 2-án összeházasodott Losonczy Emma (1883–1955) tanítónővel, aki két gyermeket szült neki.
Lányuk fiatalon meghalt, fiuk, ifj. Berze Nagy János (1906–) is néprajzkutató lett.
1906-tól 1908-ig Kolozsvárott dolgozott. 1907-től 1913-ig írta nagy munkáját, a Meseszótárt. Ekkor az Athenaeum vette át a kéziratot, szedését is elkezdték, ám a háború közbejött, és szerencsétlen módon a műnek minden változata elveszett. 1908-tól Nagyenyeden, majd 1915-től Csíkszeredában dolgozott. 1916-ban, a románok betörésekor családjával menekülnie kellett, 800 kötetes könyvtára odaveszett. Egy évig Debrecenben kapott menedéket és állást.
1917-től újra Csíkszeredában élt, ekkor nevezték ki királyi tanfelügyelőnek, és Pancsovára helyezték. 1919-től Szekszárdon, majd 1924-től 1939-ig, nyugalomba vonulásáig Pécsett dolgozott, és ott is halt meg 1946-ban.
Az elveszett Meseszótár után másik nagy műve a magyar mesekatalógus. Az általa számba vett több mint félezer mese a magyar népmesék első nagyobb, korszerű rendszerezése volt – és egyáltalán az első ilyen európai munka –, egyetlen kiadása ma is keresett mű. Kéziratban maradt mitológiai munkája is, amely eredetileg a A világ közepe. A magyar ősvallás eredete címet viselte volna, ám az már csak halála után jelenhetett meg Égigérő fa címen.

## Főbb művei
- Tiszamentről. Versek (Budapest, 1902)
- A hevesmegyei nyelvjárás (Budapest, 1905)
- Magyar mesetípusok (kézirat, elveszett)
- Népmesék Heves és Jász-Nagykun-Szolnok megyéből (Budapest, 1907)
- Baranyai magyar néphagyományok I–III. (Pécs, 1940)[1]
- Magyar népmesetípusok I–II. (Pécs, 1957)
- Égigérő fa (Pécs, 1958; 1961; 1984; Debrecen, 2004; Főnix könyvműhely, 2009)
- Régi magyar népmesék (Pécs, 1960; 1961)

## Ajánlott irodalom
- Egy néprajtudós műhelyéből. B.N.J. levélhagyatéka (Pécs, 1977)

## Hagyatékból kiadott meséi az ifjúságnak
- Szőlőszem királyfi (Budapest, 1962; 2004)
- A bűbájos lakat (Budapest, 1979)
- Kis Vitéz Pajtás (Budapest, 1990)

## Emlékezete
- Szobra áll szülőfalujában, Besenyőtelken.
- Nevét viseli a Berze Nagy János Gimnázium Gyöngyösön
- Nevét viseli a Dr. Berze Nagy János Körzeti Általános Iskola Bogádon (Baranya vármegye)[2]
- Nevét viseli a Dr. Berze Nagy János Általános Iskola szülőfalujában Besenyőtelken.
- Nevét viseli a Dr. Berze Nagy János Művelődési Ház, Pécs-Vasas
- Nevét viseli a Berze Nagy János Alapfokú Művészeti Iskola, Pécsett
- Pécsett a Janus Pannonius u. 5. ház falán márványtábla található[1]